# Karin Thürig
Karin Thürig (Rothenburg, 4 juli 1972) is een Zwitsers professioneel wielrenster, triatlete en duatlete, die in 2004 in eigen land werd verkozen tot Zwitsers Sportvrouw van het Jaar.
Sinds 2005 rijdt ze bij professionele teams als Univega Pro Cycling Team en Lifeforce Pro Cycling Team. In 2004 en 2005 werd Karin wereldkampioen op de individuele tijdrit. Sinds 2004 tot 2008 won ze telkens het nationaal kampioenschap op de individuele tijdrit. Op de Olympische Spelen van 2008 in Peking won ze een bronzen medaille op de tijdrit.
In 2010 werd ze zesde bij de Ironman Hawaï met een tijd van 9:22.48. Hiermee bleef ze de Nederlandse Yvonne van Vlerken iets minder dan een minuut voor.

## Teams
- 2005-2006: Univega Pro Cycling Team
- 2007: Raleigh - Lifeforce Pro Cycling Team
- 2008: Cervélo - Lifeforce Pro Cycling Team

## Palmares

### wielrennen
2002
- Zwitsers kampioen op de weg individuele tijdrit, Elite

2003
- Wereldkampioenschap achtervolging (Elite B)

2004
- Moskou achtervolging
- 3e etappe deel b Gracia - Orlova
- Zwitsers kampioen op de weg individuele tijdrit, Elite
- 1e etappe Thüringen-Rundfahrt der Frauen
- Chrono Champenois - Trophée Européen
- Wereldkampioenschap individuele tijdrit

2005
- Souvenir Magali Pache
- 5e etappe Tour de l'Aude Cycliste Féminin
- 8e etappe Tour de l'Aude Cycliste Féminin
- Zwitsers kampioen op de weg individuele tijdrit, Elite
- Wereldkampioenschap individuele tijdrit

2006
- Zwitsers kampioen op de weg individuele tijdrit, Elite
- L'Heure D'Or Féminine / The Ladies Golden Hour
- Chrono Champenois - Trophée Européen

2007
- 1e etappe Grande Boucle Féminine Internationale
- Zwitsers kampioen op de weg individuele tijdrit, Elite
- Memorial Davide Fardelli-Cronometro Individuale
- Chrono Champenois - Trophée Européen

2008
- 4e etappe Grande Boucle Féminine Internationale
- Zwitsers kampioen op de weg individuele tijdrit, Elite
- 5e etappe Thüringen-Rundfahrt der Frauen
- Memorial Davide Fardelli-Cronometro Individuale

2009
- Zwitsers kampioen op de weg individuele tijdrit, Elite
- Memorial Davide Fardelli-Cronometro Individuale

### triatlon
- 2002:  Ironman France
- 2005:  Ironman Switzerland
- 2006:  Ironman Lanzarote
- 2006:  Ironman 70.3 Monaco
- 2011:  WK Ironman 70.3 in Las Vegas

### duatlon
- Wereldkampioene lange afstand 2001 en 2002
- Zwitsers kampioene 2001, 2002 en 2003

2008 Catriona Morrison ·
2007 Catriona Morrison ·
2006 Yvonne van Vlerken ·
2005 Erika Csomor ·
2004 Ulrike Schwalbe ·
2003 Fiona Docherty ·
2002 Karin Thürig ·
2001 Karin Thürig ·
2000 Edwige Pitel ·
1999 Debbie Nelson ·
1998 Lori Bowden ·
1997 Natascha Badmann